# Czarna Średnia
Czarna Średnia (białorus. Чорная Сярэдняя) – wieś w Polsce położona w województwie podlaskim, w powiecie siemiatyckim, w gminie Grodzisk.
| SIMC    | Nazwa    | Rodzaj    |
| ------- | -------- | --------- |
| 0028493 | Zarzecze | część wsi |

## Historia
Według Pierwszego Powszechnego Spisu Ludności z 1921 roku Czarna Średnia była wsią liczącą 62 domy i zamieszkałą przez 299 osób (153 kobiety i 146 mężczyzn). Większość mieszkańców miejscowości (222 osoby) zadeklarowała wyznanie prawosławne, pozostali podali kolejno: wyznanie rzymskokatolickie (56 osób) i wyznanie mojżeszowe (21 osób). Pod względem narodowościowym większość stanowili mieszkańcy narodowości białoruskiej (216 osób); reszta zgłosiła kolejno narodowość polską (62 osoby) i narodowość żydowską (21 osób). W okresie międzywojennym miejscowość znajdowała się w powiecie bielskim.
W latach 1954–1971 wieś należała i była siedzibą władz gromady Czarna Średnia, po jej zniesieniu w gromadzie Grodzisk. W latach 1975–1998 miejscowość administracyjnie należała do województwa białostockiego.

## Inne
Przez miejscowość przepływa Czarna, rzeka dorzecza Bugu.
Prawosławni mieszkańcy miejscowości przynależą do parafii pw. Opieki Matki Bożej w Czarnej Cerkiewnej, zaś rzymskokatoliccy do parafii pw. Apostołów Piotra i Pawła w Dołubowie. Miejscowość zamieszkują także wyznawcy Kościoła Chrystusowego, protestanckiej wspólnoty o charakterze ewangelicznym.